# Geuzenbond
Le Geuzenbond est une organisation de jeunesse d’extrême droite, nationaliste et identitaire, fondée vers 2018 dans le centre du Limbourg, aux Pays-Bas. Le groupe est principalement actif aux Pays-Bas, mais possède également des sections dans la région belge de Flandre et dans la Flandre française. Il promeut l’idée des Grands Pays-Bas, qui vise à unifier les régions néerlandophones, et défend un nationalisme ethnique opposé au multiculturalisme. En 2024, le Geuzenbond comptait environ vingt membres actifs.

## Histoire
Le Geuzenbond est fondé vers 2018 dans le centre du Limbourg. Son nom fait référence à la Révolte des Gueux, soulèvement contre la domination de Philippe II, qui a marqué le début de la guerre de Quatre-Vingts Ans et a conduit à l’indépendance des Provinces-Unies des Pays-Bas. Dès le début, l'organisation se fait connaître en plaçant des autocollants et des affiches dans l'espace public, portant des slogans xénophobes comme « taal, erfgoed, eigenheid » (en français : « langue, patrimoine, identité »).
Une première manifestation à petite échelle a lieu en 2020 contre l’utilisation de l’anglais comme langue d’enseignement à l'université de Twente. En 2021, le Geuzenbond s'élargit avec des sections en Hollande, dans le Brabant-Septentrional, dans le Brabant flamand et dans l'Overijssel. On estime à cette époque que son nombre d'adeptes actifs est d'environ dix personnes. En 2023, le Geuzenbond ouvre un chapitre à Dunkerque en Flandre française. On estime que son nombre de militants est inférieur à dix.
La Groot-Nederlandse Studentenvereniging (GNSV), une organisation étudiante, commence à opérer à Leyde en 2021. Les membres du présidium fondateur ont été identifiés comme appartenant également au Geuzenbond. L'établissement de la GNSV est annoncé en 2022 dans De Stormlamp (en français : La Lanterne tempête), la publication du Geuzenbond. Le chercheur Willem Wagenaar de la Fondation Anne Frank conclut que les deux organisations sont en réalité les mêmes. La GNSV le conteste, affirmant qu'elle ne vérifie pas si ses membres sont actifs dans d'autres organisations. Le premier président du chapitre de Nimègue de la GNSV, Daan Meershoek, nie également que la plupart de ses membres soient actifs dans les deux organisations.
Contrairement à la GNSV, les membres du Geuzenbond préfèrent généralement rester anonymes. Pour garantir cet anonymat, les visages sont floutés sur les photos publiées sur les réseaux sociaux et les membres portent des masques lors de leurs actions publiques, comme la manifestation contre les mesures liées à la pandémie de Covid-19 à Rotterdam en 2022. Néanmoins, grâce à des renseignements d'origine sources ouvertes, le collectif Capitol Terrorists Exposers identifie de nombreux membres du GNSV comme étant également actifs au sein du Geuzenbond. Meershoek, par exemple, est reconnu par sa posture et ses vêtements sur les photos d'une cérémonie de dépôt de fleurs devant la statue de Guillaume le Taciturne à Delft.
Le 24 avril 2024, jour de l'anniversaire de Guillaume le Taciturne, Voorpost et le Geuzenbond organisent un rassemblement public au Palais Noordeinde à La Haye. Un mois plus tard, lors d'une manifestation pro-palestinienne devant le siège de Booking.com à Amsterdam, où environ 200 personnes se rassemblent pour accuser la plateforme de complicité de crimes de guerre pour avoir proposé des hébergements en Cisjordanie, deux membres de Geuzenbond sont repérés sur un toit avec une banderole anticommuniste et anti-islamiste,,.
En 2024, le Geuzenbond compte environ 20 membres et est présent sur Telegram (environ 1 300 abonnés), X (environ 1 400 abonnés) et Instagram (environ 2 000 abonnés). Le groupe entretient des liens avec des organisations d'extrême droite à l'international telles que le Patriot Front aux États-Unis, Voorpost, Schild & Vrienden en Belgique et Action Radar Europe, fondé par l'autrichien Martin Sellner,.

## Idéologie
Le Geuzenbond promeut l'idéologie des Grands Pays-Bas, qui vise l'unification ou une collaboration plus étroite au sein de la région néerlandophone. Le mouvement rejette la mondialisation en faveur du nationalisme, s’alignant sur les principes de l’idéologie identitaire, qui s’oppose au multiculturalisme et aspire à l’homogénéité ethnique. Selon le Geuzenbond, ne pas poursuivre ces objectifs conduirait au chaos et à la tyrannie. La position anti-immigration du groupe comprend des aspirations à un « peuple néerlandais homogène au sein du territoire historiquement établi », rappelant l'idéologie Blut und Boden.
Le Geuzenbond exprime également sa solidarité avec les Afrikaners blancs d'Afrique du Sud, en plaidant pour des liens avec un État afrikaner indépendant,. Le chercheur Willem Wagenaar décrit l'idéologie du groupe, qui est enracinée dans le solidarisme, comme l'équivalent flamand du fascisme italien classique. Cependant, il ne considère pas le groupe comme un risque sécuritaire, étant donné sa petite taille. L'organisation à but non lucratif Global Project Against Hate and Extremism classe le Geuzenbond comme faisant partie du réseau international Active Club, une organisation autonome décentralisée qui promeut les sports de combat, la masculinité, une vie saine et la fraternité, tout en propageant la suprématie blanche et la théorie du complot du grand remplacement.
La NCTV (coordonnateur national contre le terrorisme et de la sécurité) classe le Geuzenbond comme étant d'extrême droite et interprète son intérêt pour les sports de combat comme une préparation potentielle à un conflit racial. Meershoek nie que le Geuzenbond soit une organisation d'extrême droite, affirmant que ses membres n'utilisent pas la violence à des fins politiques et ne prônent pas l'abolition de la démocratie. Néanmoins, le Geuzenbond se décrit comme radical.

## Symbolisme

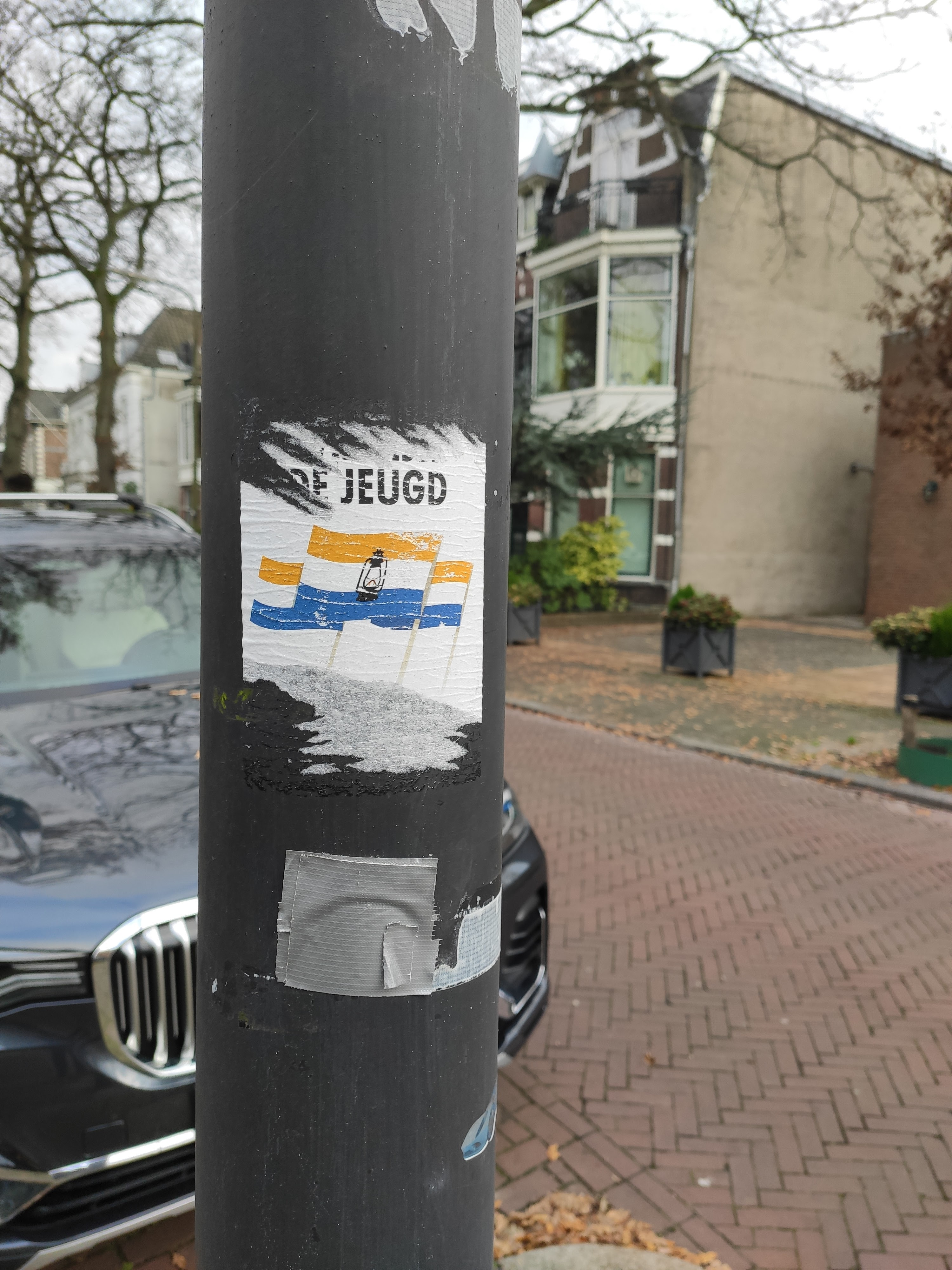
Autocollant du Geuzenbond partiellement retiré avec trois drapeaux du prince, 2022

Le Geuzenbond utilise fréquemment le drapeau du Prince lors des manifestations auxquelles il participe. Bien que le drapeau ait des origines historiques, il est associé au nazisme depuis les années 1930 en raison de son utilisation par le Mouvement national-socialiste aux Pays-Bas. Le Geuzenbond prétend faire référence à la guerre de Quatre-Vingts Ans avec son utilisation du drapeau. Cette utilisation symbolique est considérée comme un exemple de dog whistle politique.